# Парижская русская консерватория имени Сергея Рахманинова
Парижская консерватория имени С. Рахманинова (фр. Le conservatoire Serge Rachmaninoff de Paris ) — частная консерватория в Париже.

## История
Консерватория считает себя продолжателем традиций созданного в 1859 году Императорского Русского музыкального общества в Санкт-Петербурге и созданных на базе музыкальных классов этого общества Императорской Санкт-Петербургской (1862 год) и Императорской Московской консерваторий (1866 год).
Консерватория была основана в 1923 году профессорами-эмигрантами  Петроградской и Московской консерваторий, у её истоков стоял, прежде всего, Николай Черепнин. Почётным председателем консерватории был избран Сергей Рахманинов, среди преподавателей первых лет были Фёдор Шаляпин, Александр Глазунов, Александр Гречанинов.
В 1931—1932 годах консерватория перешла под управление Русского музыкального общества в Париже, созданного для продолжения работы бывшего Императорского русского музыкального общества.
С 1932 года в консерватории давали свои концерты многие известные исполнители, среди которых пианист Владимир Горовиц, скрипач Натан Мильштейн, виолончелист Григорий Пятигорский.
С 1983 года Русское музыкальное общество в Париже признано во Франции в качестве благотворительной общественной организации.
С 1990 года мэрия города Парижа регулярно субсидирует консерваторию, демонстрируя этим свою поддержку и приверженность к русской музыкальной культуре.

## Обучение
Индивидуальные занятия: вокал, фортепиано, скрипка, альт, виолончель, гитара (классика, фламенко), арфа, флейта, кларнет, балалайка, саксофон фагот, рояль.
Групповые занятия: теория музыки, композиция, гармония, контрапункт, анализ истории музыки, курс сольфеджио для певцов, театральные курсы (по системе Станиславского).
При консерватории действуют курсы русского языка для детей и взрослых.
Преподавание ведётся на русском и французском языках.